# 应流股份
安徽应流机电股份有限公司（上交所：603308，英文：Anhui Yingliu Electromechanical Co.,Ltd，简称：应流股份），是中国上海证券交易所的一家上市公司。公司主营业务为专用设备高端零部件的研发、生产、销售，主要产品为泵及阀门零件、机械装备构件。
公司成立于2000年，原名安徽霍山应流铸造有限公司，2011年1月整体变更为安徽应流机电股份有限公司。2014年1月22日在上海证券交易所挂牌上市。
2020年，公司实现营业收入18.3亿，同比下降1.5%；实现净利润2亿，同比增长54.3%。